# Révolte d'Aedemon
Batailles
La révolte d'Aedemon est une révolte dirigée par Aedemon, un esclave affranchi du roi Ptolémée de Maurétanie. La révolte s'est déroulée dans la province romaine de Maurétanie tingitane (actuel Maroc du nord)[réf. nécessaire]. 
Elle est dirigée contre les troupes de l'Empire romain, des empereurs Caligula, puis Claude entre 40 et 44 ; et ce, après l'assassinat du souverain de Maurétanie, Ptolémée, par Caligula. Cet assassinat marque l'entrée du royaume dans une période d'occupation et d'administration directe par les Romains (après une période de vassalité), ce qui provoque l’insurrection. La révolte fut brève mais violente. Plusieurs insurrections s'ensuivirent, toute la Maurétanie tingitane est enflammée[réf. nécessaire].
L'importance de l’appui dont bénéficiait l'Empire des Berbères romanisés, notamment du général maure Lusius Quietus, et le succès de sa politique de romanisation des élites maurétaniennes pendant la période royale qui expliquent en grande partie la rapide défaite d’Aedemon[réf. nécessaire].

## Forces en présence
On a posé le problème de savoir sur quelles forces Aedemon a pu s’appuyer. D. Fishwick, estime qu'Aedemon ne pouvait compter que sur la partie de l’armée de Ptolémée demeurée loyale et non sur les sujets de ce roi, car celui-ci aurait été impopulaire. Mais le passage invoqué de Tacite concerne le début du règne et ne prouve pas qu’une partie au moins des sujets de Ptolémée ne lui ait pas été favorable. 
L’intervention romaine a d’autre part pu rassembler autour d’Aedemon des Maurétaniens mécontents de l’ingérence ouverte de Rome qui signifiait la fin de l’indépendance nominale de la Maurétanie, quels que fussent leurs sentiments envers Ptolémée. En tout cas Aedemon eut comme adversaires non seulement les forces romaines, mais aussi la partie la plus romanisée de la population maurétanienne, c'est-à-dire d'autres Berbères : à Volubilis, par exemple, ville où dès l’époque royale on comptait un grand nombre de citoyens romains d’origine autochtone, M. Valerius Severus commanda des auxilia qui combattirent les partisans d’Aedemon. Ce conflit provoqua la mort non seulement d’une grande partie de combattants romains, mais de familles entières de Volubilitains romanisés[réf. nécessaire].  
Des indices archéologiques s’accordent avec ce témoignage pour démontrer la violence des combats à Volubilis et dans d’autres villes de Maurétanie, à Tamuda et à Lixus[réf. nécessaire]. 

## Chute
La révolte a pris fin en 44, après une bataille décisive dans laquelle les Romains, surtout des indigènes romanisés, ont infligé de grandes pertes aux insurgés berbères, les Romains ont, après la révolte, offert une paix négociée, avec notamment la vie sauve aux survivants.  On sait d'Aedemon. qu’il fut « écrasé » au cours de cette guerre, c’est-à-dire, selon toute apparence, non seulement qu’il fut défait, mais aussi qu’il y perdit la vie.  
La domination romaine se limite aux plaines du nord (jusqu'à la région de Volubilis près de Meknès) et l'Empire ne cherche pas à contrôler la région brutalement : il semble que les tribus pacifiques, comme celle des Baquates, sont imbriquées dans le territoire de la province[réf. nécessaire].

## Sources et références